# 吉村精仁
吉村 精仁（よしむら せいじ、1928年8月21日 - 2019年1月23日）は、日本の経営者。丸一鋼管社長を務めた。大阪府出身。

## 来歴・人物
1948年に大阪専門学校(現在の近畿大学)応用化学科を卒業し、同年に丸一鋼管に入社し、取締役にも就任した。195年に副社長に就任し、1965年には社長に昇格。2003年には会長に就任。
2019年1月23日、死去。90歳没。